# Lia Wälti
Lia Wälti, född den 19 april 1993, är en schweizisk fotbollsspelare.

## Karriär
Lia Wälti inledde sin seniorkarriär i FC Köniz år 2008. 2013 kontrakterades hon av 1. FFC Turbine Potsdam för att 2018 värvas av Arsenal. Hon har även representerat det schweiziska damlandslaget där hon debuterade år 2011.